# Casa Albacar
La casa Albacar és un edifici de Tortosa (Baix Ebre) protegit com a bé cultural d'interès local.

## Descripció
És un edifici entre parets mitgeres, que consta de planta baixa i tres d'elevades. La façana presenta tres portals amb arcs rebaixats. Presenta una composició de buits sobre tres eixos verticals, el central de simetria, en el qual destaca, sobresortint del parament, una tribuna de fusta, vidriada, que ocupa l'alçada dels dos primers pisos, rematada per una coberta de voltes circulars revestides de plaqueta. A sobre hi ha un balcó corregut amb doble buit. Cada eix lateral presenta tres balcons amb baranes de forja. El parament, excepte el sòcol de pedra, és d'obra arrebossada simulant encoixinats i amb esgrafiats sobre les llindes dels balcons. La façana és rematada per una barana de balustrada sobre cornisa. Cal destacar el cancell de l'escala, amb ornaments, fusteria i envidrat d'estil modernista. El dors de l'edifici presenta dues galeries vidriades sobre un llarg pati que tanca al carrer de l'Historiador Cristòfor Despuig un parament amb tres arcs rebaixats.

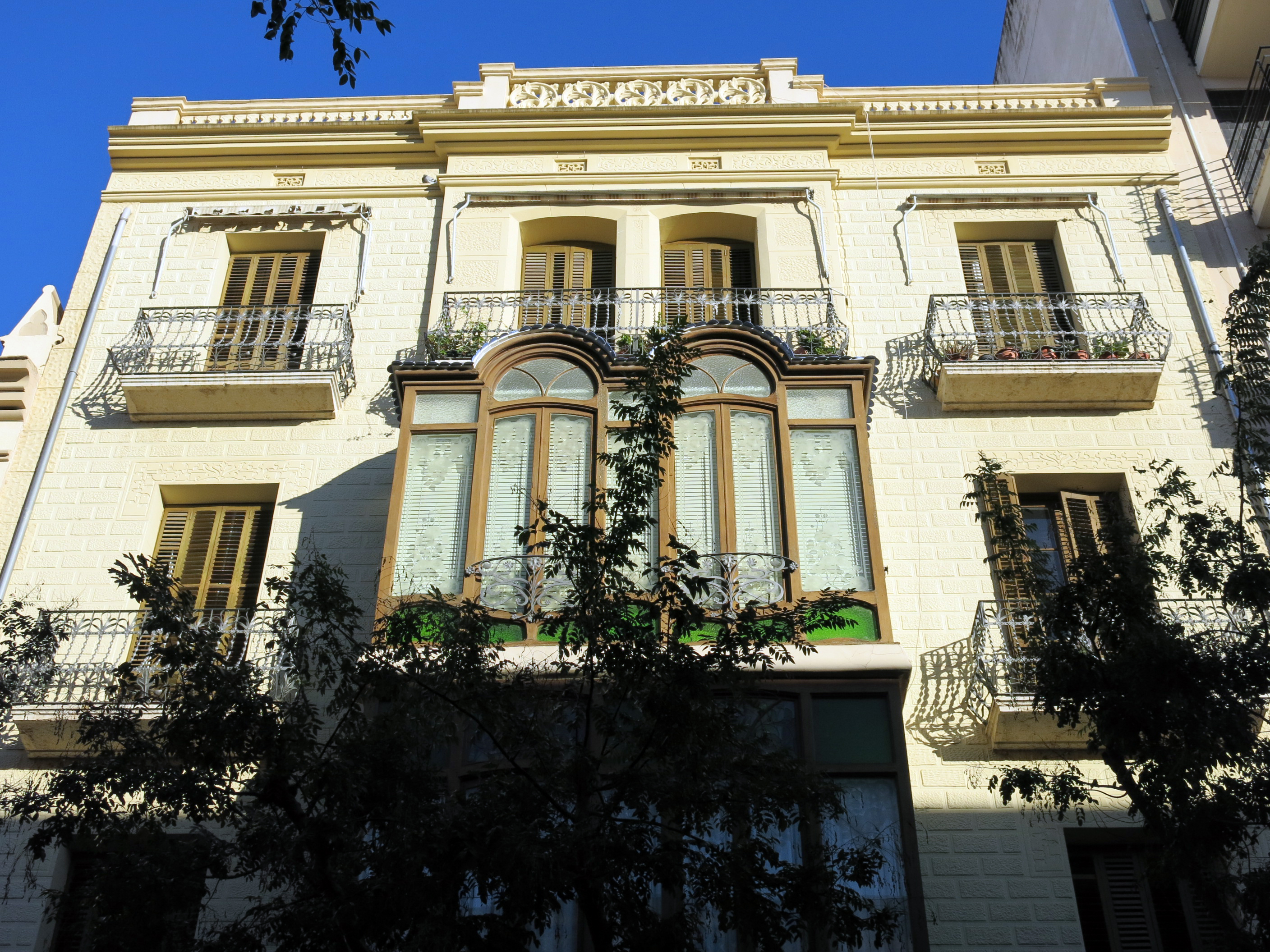
Detall de la part superior de la façana.

## Història
L'estil és el d'una composició de tradició neoclàssica, força simple, basada en el valor ordenador de la simetria, característica de l'academicisme dels mestres d'obra del segle xix. Sobre aquest projecte original es va superposar el mirador modernista. El projecte original, sense mirador i amb diferents acabaments, és firmat per José M. Varquer, mestre d'obres.